# Love Festival
「Love Festival」（ラブ・フェスティバル）は、テニプリオールスターズのシングル。2010年12月15日にティー ワイ エンタテインメントから発売された。

## 概要
- テレビアニメ『テニスの王子様』のキャラクターソング。
- テニプリオールスターズは、越前リョーマ、跡部景吾、佐伯虎次郎、幸村精市、亜久津仁、不二裕太、白石蔵ノ介、木手永四郎、神尾アキラ役の、皆川純子、諏訪部順一、織田優成、永井幸子、佐々木望、冨田真、細谷佳正、新垣樽助、鈴木千尋で構成された声優ユニット。
- 原作者の許斐剛が作詞、作曲を手掛けており、2011年1月22日、1月23日に開催予定の『テニプリフェスタ2011 in 武道館』の公式応援ソングとなっている。
- 表題曲「Love Festival」は、テレビ東京系『アニソ〜ンぷらす』の2010年12月度のエンディングテーマとして使用された。
- テニプリオールスターズが歌っている通常盤と、オールスターズの中から選抜された「選抜A」、「選抜B」、「選抜C」のメンバーが歌っている期間限定生産盤の全4種リリース。
- 通常盤のカップリングには、許斐剛と越前リョーマによるデュエットソング「フェスティバルは突然に」が収録されている。
- 封入特典としてそれぞれのCDに校旗フェイスシールが各3枚同梱されている。

### 主な記録
- 2010年12月27日付のオリコン週間シングルチャートで7位を獲得。初動売上は1.5万枚を記録した。
- テレビアニメ『テニスの王子様』のキャラクターソングの中でオリコン週間チャートでのトップ10入りは2005年3月30日に発売された跡部景吾のシングル「理由/E気持」以来である。

## 収録曲

### 通常盤
1. Love Festival [5:40]
歌：テニプリオールスターズ
作詞・作曲：許斐剛、編曲：LOVE LOVE BROS.
2. フェスティバルは突然に [5:54]
歌：許斐剛 featuring 越前リョーマ
作詞・作曲：許斐剛、編曲：重久義明
3. Love Festival（Original Karaoke）
4. フェスティバルは突然に（Original Karaoke）

### 期間限定生産盤A
1. Love Festival [5:40]
歌：テニプリオールスターズ
作詞・作曲：許斐剛、編曲：LOVE LOVE BROS.
2. Love Festival [5:54]
歌：テニプリオールスターズ 選抜A
作詞・作曲：許斐剛、編曲：LOVE LOVE BROS.

### 期間限定生産盤B
1. Love Festival [5:40]
歌：テニプリオールスターズ
作詞・作曲：許斐剛、編曲：LOVE LOVE BROS.
2. Love Festival [5:54]
歌：テニプリオールスターズ 選抜B
作詞・作曲：許斐剛、編曲：LOVE LOVE BROS.

### 期間限定生産盤C
1. Love Festival [5:40]
歌：テニプリオールスターズ
作詞・作曲：許斐剛、編曲：LOVE LOVE BROS.
2. Love Festival [5:54]
歌：テニプリオールスターズ 選抜C
作詞・作曲：許斐剛、編曲：LOVE LOVE BROS.

## 選抜メンバー
| キャラクター | 声優       |
| 選抜A        | 選抜A      |
| ------------ | ---------- |
| 越前リョーマ | 皆川純子   |
| 跡部景吾     | 諏訪部順一 |
| 佐伯虎次郎   | 織田優成   |
| 選抜B        |            |
| 幸村精市     | 永井幸子   |
| 亜久津仁     | 佐々木望   |
| 不二裕太     | 冨田真     |
| 選抜C        |            |
| 白石蔵ノ介   | 細谷佳正   |
| 木手永四郎   | 新垣樽助   |
| 神尾アキラ   | 鈴木千尋   |

## 解説
| 曲名          | 詳細                                                           |
| ------------- | -------------------------------------------------------------- |
| Love Festival | ライブイベント『テニプリフェスタ2011 in 武道館』公式応援ソング |
| Love Festival | テレビ東京系『アニソ〜ンぷらす』2010年12月度エンディングテーマ |